# Lex Lesgever
Alexander "Lex" Lesgever (Amsterdam, 1 mei 1929 – 31 december 2019) was een Nederlands schrijver en Holocaustoverlevende.

## Biografie
Lesgever werd geboren in een joods gezin. In 1941 werd tijdens een razzia zijn oudste broer Wolf opgepakt door de Duitsers. Lesgever was de enige van zijn familie die, door onder te duiken, de oorlog overleefde. Na de bevrijding ging hij aan de slag als schrijver en zette hij zich in voor de joden. In 2010 debuteerde hij met zijn autobiografisch boek Nooit verleden tijd, dat vertelt over zijn belevenissen in de oorlog.
Lesgever overleed op Oudejaarsdag 2019 en werd begraven op de Joodse begraafplaats te Katwijk.